# 克劳迪奥·弗兰切斯科尼
克劳迪奥·弗兰切斯科尼（義大利語：Claudio Francesconi，1945年5月15日—），意大利前男子击剑运动员。他曾代表意大利参加1968年和1972年夏季奥林匹克运动会击剑比赛，两届比赛均未能获得奖牌。